# Borda de Xalamanc
La Borda de Xalamanc, o del Xalamanc, de vegades grafiat Xelamanc, és una borda del terme municipal de la Pobla de Segur, al Pallars Jussà.
Està situada a la part nord-oest del terme, a la partida d'horts de lo Pla, a prop de la riba esquerra del Flamisell i al sud-oest del Pui de Segur.